# La Clownesse fantôme
La Clownesse fantôme je francouzský němý film z roku 1902. Režisérem je Georges Méliès (1861–1938). Film byl považován za ztracený do roku 1993, kdy byl identifikován ve sbírce raných němých filmů v Sulphur Springs v Texasu. Dochovaný fragment, který má zhruba poloviční délku celého filmu, měl premiéru na festivalu Le Giornate del cinema muto v Pordenone v roce 1997.
Ve Spojených státech vyšel film pod názvem The Shadow-Girl a ve Spojeném království pod názvem Twentieth Century Conjuring.